# 馬修·格萊姆斯
馬修·戴蒙·格萊姆斯（英語：Matthew Damon Grimes，1991年9月4日—） ，為來自美國的棒球選手之一，在美國職棒選秀會由巴爾的摩金鶯隊以第18輪第541順位選進，2019年起效力於中華職棒Lamigo桃猿，中文登錄名「冠猛」，守備位置為投手。

## 經歷
- 美國職棒巴爾的摩金鶯（小聯盟，2014年-2018年）
- 美國職棒獨立聯盟約克革命隊（York Revolution）（大西洋聯盟，2019年）
- 中華職棒Lamigo桃猿（2019年）

## 職棒生涯成績

### 中華職棒
| 年度 | 球隊       | 出賽 | 先發 | 勝投 | 敗投 | 中繼 | 救援 | 完投 | 完封 | 三振 | 四死 | 責失 | 投球局數 | 自責分率 | 被上壘率 |
| ---- | ---------- | ---- | ---- | ---- | ---- | ---- | ---- | ---- | ---- | ---- | ---- | ---- | -------- | -------- | -------- |
| 2019 | Lamigo桃猿 | 11   | 7    | 1    | 1    | 0    | 1    | 0    | 0    | 13   | 14   | 25   | 37.0     | 6.08     | 1.78     |
| 合計 | 1年        | 11   | 7    | 1    | 1    | 0    | 1    | 0    | 0    | 13   | 14   | 25   | 37.0     | 6.08     | 1.78     |